# Dwurożek przeświecający
Dwurożek przeświecający (Dichodontium pellucidum (Hedw.) Schimp.) – gatunek mchu należący do rodziny Rhabdoweisiaceae Limpr. 

## Rozmieszczenie geograficzne
Przedstawiciele tego gatunku występują na wysokościach do 2300 m n.p.m. na terenie Grenlandii, w Kanadzie, USA, Europie i Islandii. W Polsce podawane głównie z południa kraju, z terenu Sudetów, Karpat, Jury Krakowsko-Częstochowskiej, Gór Świętokrzyskich, rzadko z Pomorza Zachodniego i Wielkopolski.

## Morfologia
GametofityDrobny mech tworzący luźne matowe darnie o barwie żółtozielonej do ciemnozielonej. Łodyżki brunatne, wzniesione, nierozgałęzione, dorastają do 0,5–3 (7) cm wysokości. U dołu łodyżek gładkie chwytniki. Ze względu na ułożenie listków widziane z góry są gwiazdkowate. Listki odstające od łodyżki, lancetowato-języczkowate, z pochwiastą nasadą, o długości 0,8–2,8 mm i szerokości do 0,6 mm. Blaszka listka płaska, na szczycie zaostrzona, brzegiem nieregularnie ząbkowana, skręcona w stanie suchym. Żebro pojedyncze, szerokości 80–180 μm u nasady, kończy się przed szczytem listka.
SporofitySeta wysokości 9–20 mm, puszka zarodni długości 1,2–1,6 mm, gładka w stanie suchym. Zarodniki o średnicy 13–20(-25) µm.

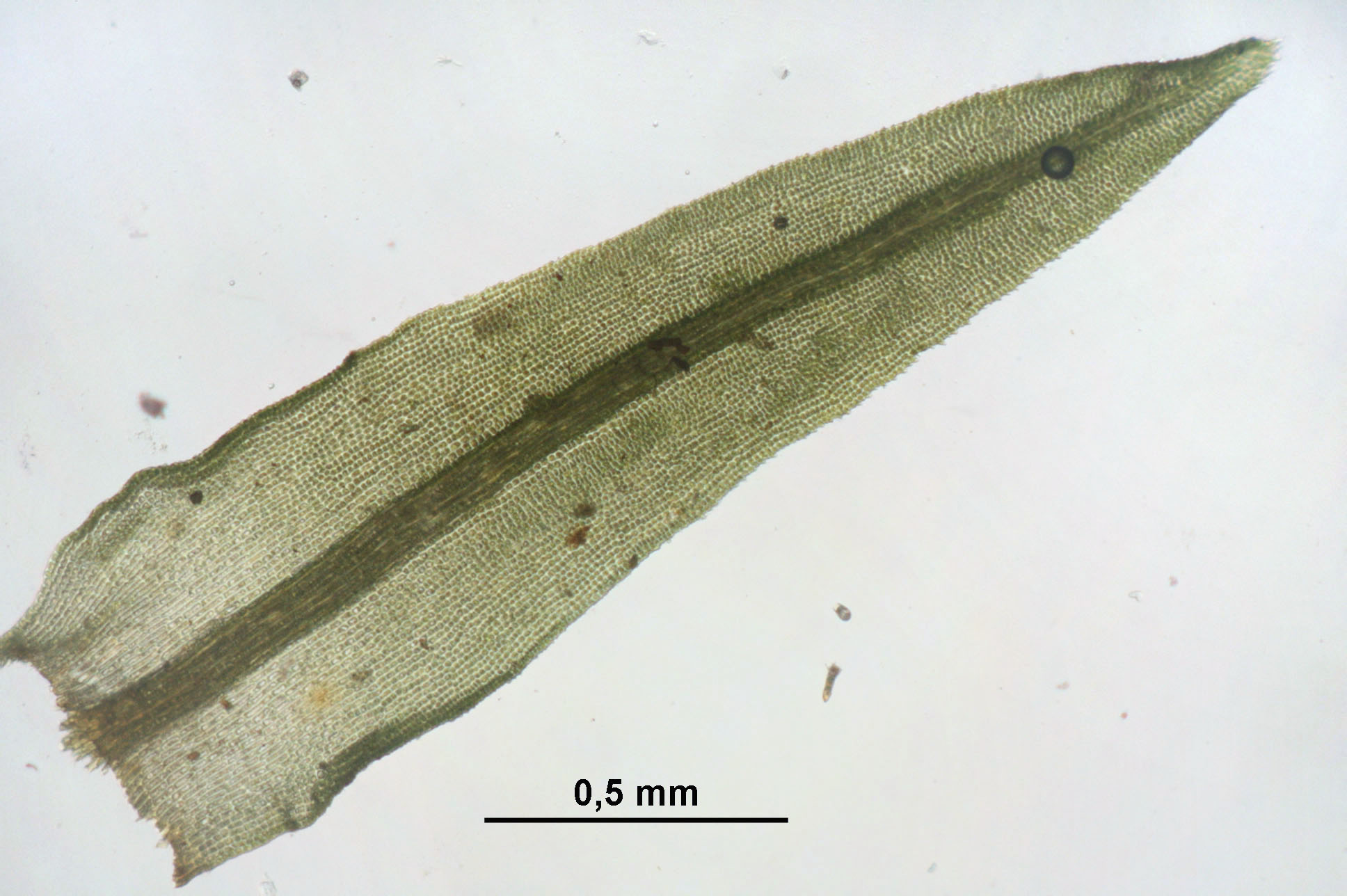
Listek gametofitu
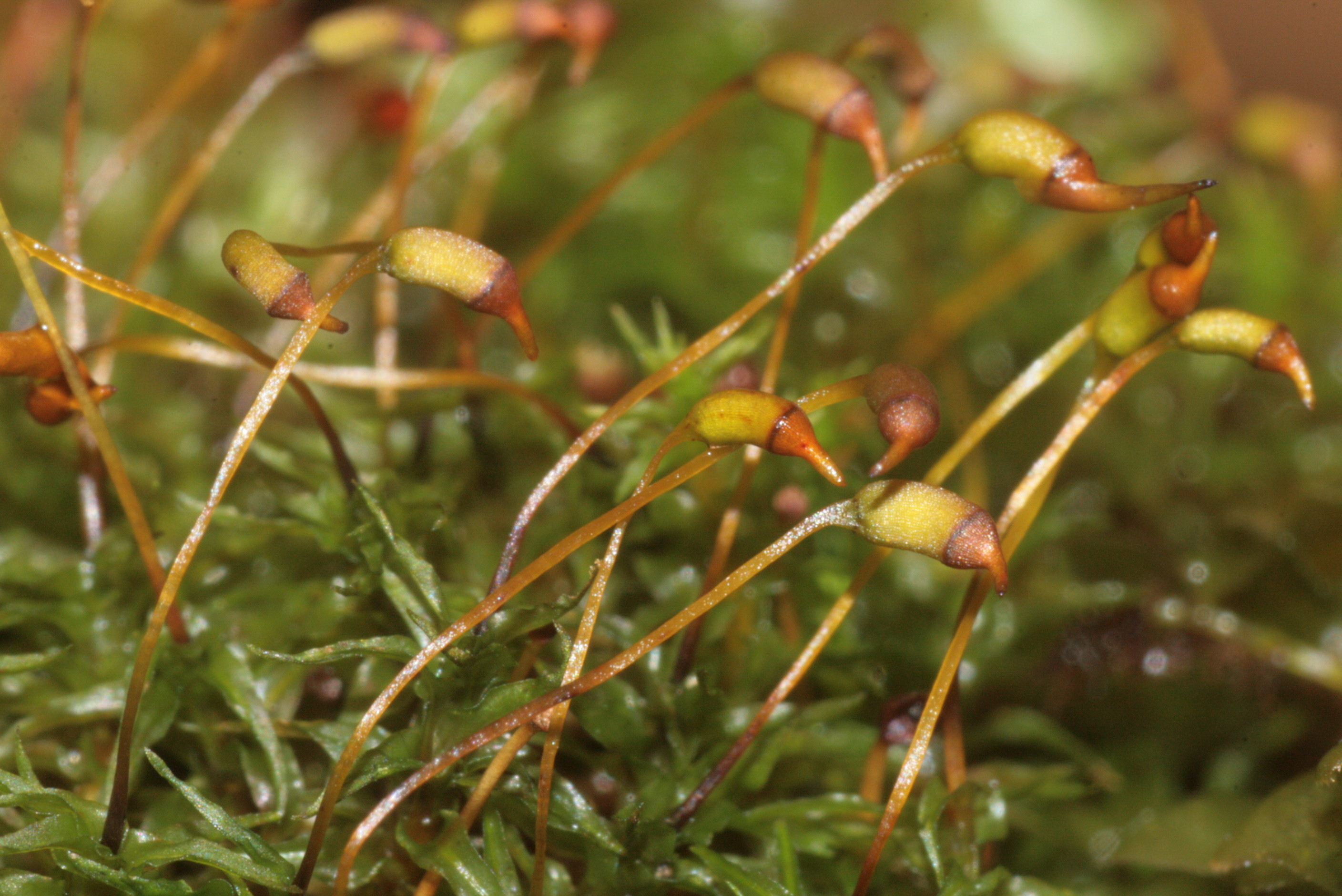
Gametofit i sporofit
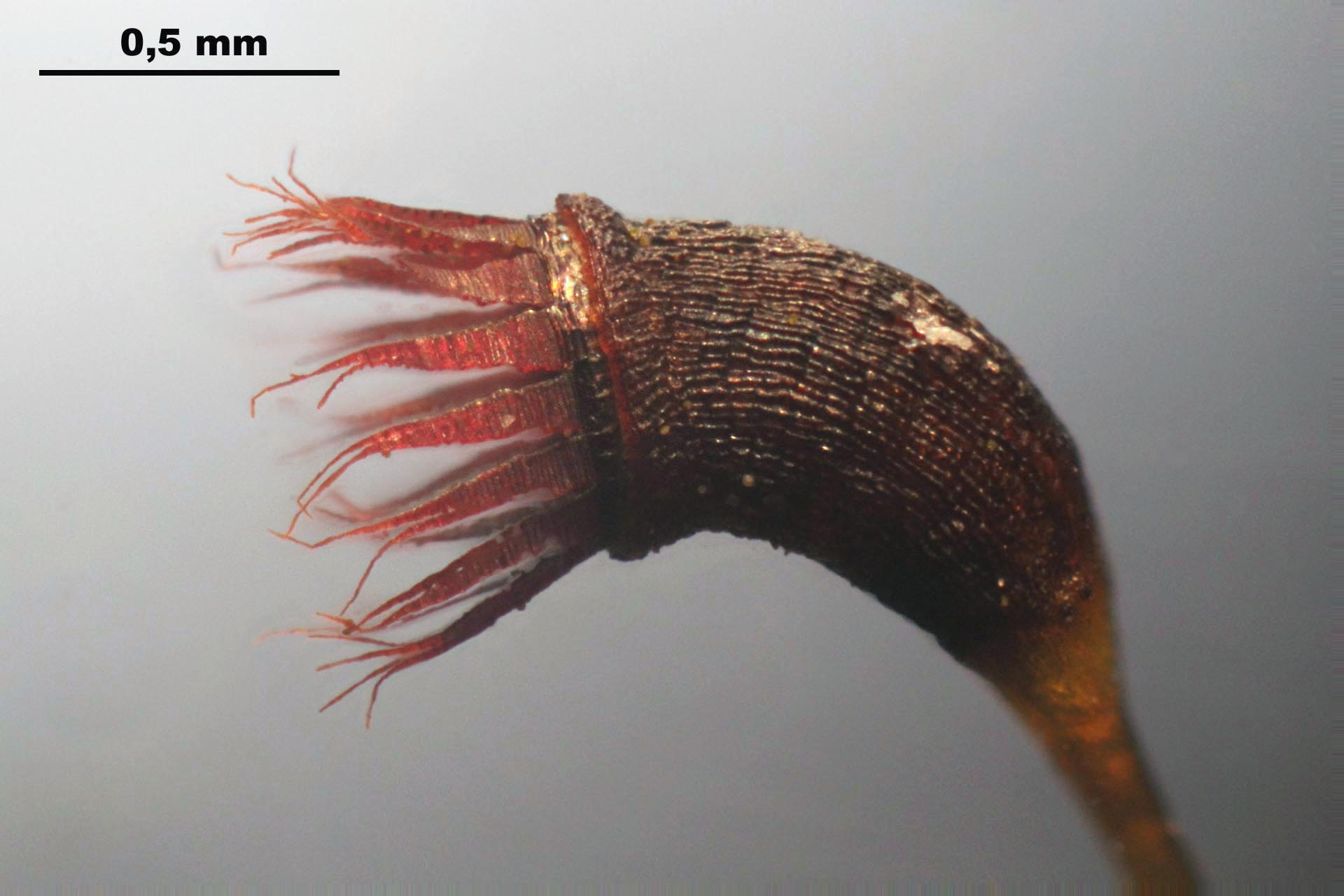
Puszka z rozdwojonymi zębami perystomu
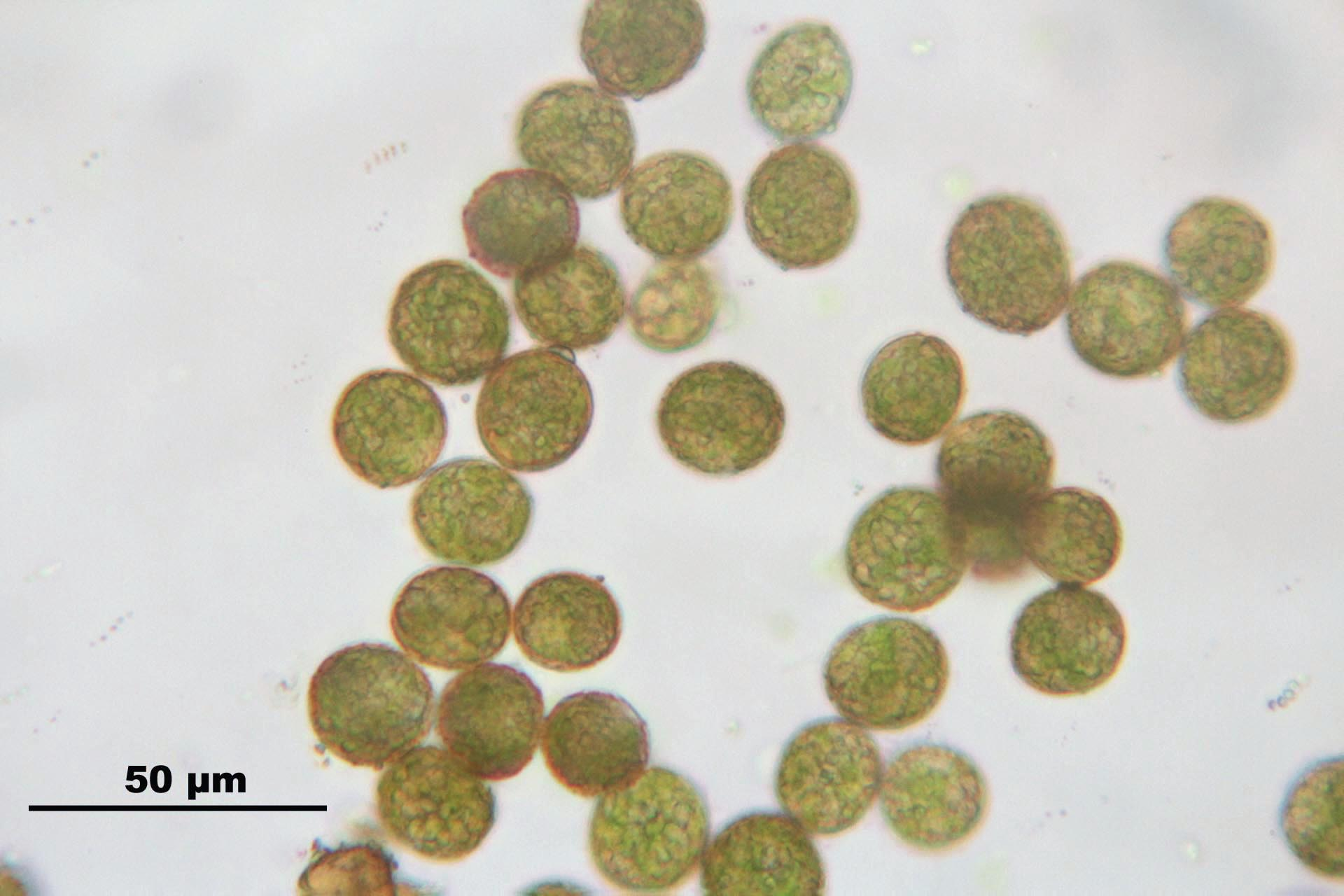
Zarodniki

## Biologia i ekologia
Rośnie na kamieniach i skałach w strefie rozprysku wody, na klifach, brzegach i w korytach potoków i niewielkich rzek. Preferuje siedliska ubogie, oligotroficzne i mezotroficzne. Wykazuje średni zakres tolerancji ekologicznej względem trofii. Znajduje zastosowanie w metodach bioindykacji wód jako wskaźnik oligotrofii m.in. w polskim indeksie MIR.

## Systematyka i nazewnictwo
Nazwa naukowa rodzaju Dichodontium pochodzi od greckich słów dicha – na pół, oraz odontos – ząb, w nawiązaniu do częściowo podzielonych ząbków perystomu u przedstawicieli tego rodzaju. 
Gatunek należy do rodzaju dwurożek Dichodontium Schimp.
Synonimy: Barbula tamakii Broth., Bryum flavescens Dicks. ex With., Bryum pellucidum Jolycl., Dichodontium flavescens (Dicks. ex With.) Lindb., Dichodontium pellucidum var. americanum Lesq., Dichodontium pellucidum var. fagimontanum (Brid.) Schimp., Dichodontium pellucidum var. flavescens (Dicks. ex With.) Moore, Dichodontium pellucidum var. pellucidum, Dichodontium subflavescens Kindb., Dichodontium verrucosum Cardot, Dicranum aquaticum Ehrh. ex P. Beauv., Dicranum pellucidum Hedw., Didymodon theriotii Corb., Leptodontium sikokianum Sakurai, Leptodontium subalpinum (De Not.) Lindb., Mnium pellucens J.F. Gmel. ex With., Tortula flavescens (Dicks. ex With.) P. Beauv., Trichostomum subalpinum De Not., Triquetrella nipponensis Sakurai.